# Declarația de la Alba Iulia
La 1 decembrie 1918 Marea Adunare Națională de la Alba Iulia a hotărât Unirea Transilvaniei, Banatului, Crișanei și Maramureșului cu Regatul Român. Această decizie a fost făcută publică prin Rezoluția de la Alba Iulia.

## TextulRezoluției Adunării Naționale de la Alba Iulia
„Rezoluțiunea Adunării Naționale de la Alba Iulia din 18 Noiembrie/1 decembrie 1918.

I. Adunarea Națională a tuturor Românilor din Transilvania, Banat și Țara Ungurească, adunați prin reprezentanții lor îndreptățiți la Alba-Iulia în ziua de 18 Noiembrie/1 decembrie 1918, decretează unirea acelor români și a tuturor teritoriilor locuite de dânșii cu România. Adunarea Națională proclamă îndeosebi dreptul inalienabil al națiunii române la întreg Banatul cuprins între râurile Mureș, Tisa și Dunăre. 
II. Adunarea Națională rezervă teritoriilor sus indicate autonomie provizorie până la întrunirea Constituantei aleasă pe baza votului universal. 
III. În legătură cu aceasta, ca principii fundamentale la alcătuirea noului Stat Român, Adunarea Națională proclamă următoarele: 
1. Deplină libertate națională pentru toate popoarele conlocuitoare. Fiecare popor se va instrui, administra și judeca în limba sa proprie prin indivizi din sânul său și fiecare popor va primi drept de reprezentare în corpurile legiuitoare și la guvernarea țării în proporție cu numărul indivizilor ce-l alcătuiesc.
2. Egală îndreptățire și deplină libertate autonomă confesională pentru toate confesiunile din Stat.
3. Înfăptuirea desăvârșită a unui regim curat democratic pe toate tărâmurile vieții publice. Votul obștesc, direct, egal, secret, pe comune, în mod proporțional, pentru ambele sexe, în vârstă de 21 de ani la reprezentarea în comune, județe ori parlament.
4. Desăvârșită libertate de presă, asociere și întrunire, libera propagandă a tuturor gândurilor omenești.
5. Reforma agrară radicală. Se va face conscrierea tuturor proprietăților, în special a proprietăților mari. În baza acestei conscrieri, desființând fidei-comisele și în temeiul dreptului de a micșora după trebuință latifundiile, i se va face posibil țăranului să-și creeze o proprietate (arător, pășune, pădure) cel puțin atât cât să poată munci el și familia lui. Principiul conducător al acestei politici agrare e pe de o parte promovarea nivelării sociale, pe de altă parte, potențarea producțiunii.
6. Muncitorimei industriale i se asigură aceleași drepturi și avantagii, care sunt legiferate în cele mai avansate state industriale din Apus.

IV. Adunarea Națională dă expresie dorinței sale, ca congresul de pace să înfăptuiască comuniunea națiunilor libere în așa chip, ca dreptatea și libertatea să fie asigurate pentru toate națiunile mari și mici, deopotrivă, iar în viitor să se elimine războiul ca mijloc pentru regularea raporturilor internaționale. 

V. Românii adunați în această Adunare Națională salută pe frații lor din Bucovina, scăpați din jugul Monarhiei austro-ungare și uniți cu țara mamă România. 
VI. Adunarea Națională salută cu iubire și entuziasm liberarea națiunilor subjugate până aici în Monarhia austro-ungară, anume națiunile: cehoslovacă, austro-germană, iugoslavă, polonă și ruteană și hotărăște ca acest salut al său să se aducă la cunoștința tuturor acelor națiuni. 
VII. Adunarea Națională cu smerenie se închină înaintea memoriei acelor bravi români, care în acest război și-au vărsat sângele pentru înfăptuirea idealului nostru murind pentru libertatea și unitatea națiunii române. 
VIII. Adunarea Națională dă expresiune mulțumirei și admirațiunei sale tuturor Puterilor Aliate, care prin strălucitele lupte purtate cu cerbicie împotriva unui dușman pregătit de multe decenii pentru război au scăpat civilizațiunea de ghiarele barbariei. 

IX. Pentru conducerea mai departe a afacerilor națiunei române din Transilvania, Banat și Țara Ungurească, Adunarea Națională hotărăște instituirea unui Mare Sfat Național Român, care va avea toată îndreptățirea să reprezinte națiunea română oricând și pretutindeni față de toate națiunile lumii și să ia toate dispozițiunile pe care le va afla necesare în interesul națiunii.”